# Tafasitamab
Tafasitamab ist ein humanisierter, Fc-modifizierter monoklonaler Antikörper, der in der Therapie von diffusem großzelligem B-Zell-Lymphom (DLBCL) eingesetzt wird.

## Biochemie
Tafasitamab ist ein humanisierter, CD19-gerichteter zytolytischer monoklonaler Antikörper. Er wird mittels Rekombinanter DNA-Technologie in CHO-Zellen hergestellt. Der Antikörper enthält eine hybride IgG1/2-Fc-Domäne, die durch zwei Aminosäuresubstitutionen modifiziert wurde, um seine Zytotoxizität im Vergleich zu nicht-technisch hergestellten Anti-CD19-Antikörpern zu erhöhen.

## Wirkmechanismus
Tafasitamab wirkt durch Bindung an das CD19-Antigen, das auf der Oberfläche von B-Zellen exprimiert wird. Es kommt zur Bindung von Immuneffektorzellen (NK-Zellen, γδ-T-Zellen, Phagozyten) und folglich zu einer Zelllyse der entarteten B-Zellen. Weiterhin wird eine direkte Induktion der Apoptose beobachtet. Die Fc-Modifikation bewirkt eine verstärkte antikörperabhängige zelluläre Zytotoxizität und fördert die antikörperanhängige Phagozytose.

## Pharmakokinetik
Die Plasmahalbwertszeit des Antikörpers beträgt etwa 16,9 Tage, was eine einmal wöchentliche oder alle zwei Wochen stattfindende Verabreichung ermöglicht. Monoklonale Antikörper werden in der Regel durch Aufnahme in die Zellen und anschließendem katabolem Abbau (lysosomal) zu Peptiden und Aminosäuren abgebaut und als solche über die Nieren ausgeschieden. Aufgrund ihrer großen Größe werden intakte Antikörper nur unter pathologischen Bedingungen über die Nieren ausgeschieden. Bei Patienten mit Leber- und Nierenfunktionsstörungen konnten keine klinisch signifikanten Unterschiede in der Pharmakokinetik festgestellt werden. Die Auswirkungen mittelschwerer bis sehr schwerer Leberfunktionsstörungen sind unbekannt.

## Anwendung
Tafasitamab ist in Kombination mit Lenalidomid zur Behandlung von Patienten mit rezidiviertem oder refraktärem DLBCL zugelassen. Tafasitamab wird in Form einer intravenösen Infusion verabreicht und ist für Patienten geeignet, die nicht für eine autologe Stammzelltransplantation in Frage kommen oder für die diese Option nicht wirksam war.

## Nebenwirkungen
Zu den häufigsten unerwünschten Wirkungen von Tafasitamab gehören Infusionsreaktionen, wie Fieber, Schüttelfrost, Übelkeit und Kopfschmerzen. Weitere häufig berichtete Nebenwirkungen umfassen Neutropenie, Thrombozytopenie und Anämie. Seltenere, aber schwerwiegendere Nebenwirkungen umfassen schwere Infektionen und Anaphylaxie. Aufgrund dieser potenziellen Nebenwirkungen müssen Patienten während der Behandlung engmaschig überwacht werden. Die vollständige Auflistung bekannter Nebenwirkungen sind der Arzneimittelfachinformation zu entnehmen.

## Toxikologie
Die Toxikologie von Tafasitamab wurde in präklinischen Studien untersucht. Bei Versuchstieren (Javaneraffe), die sehr hohe Dosen des Antikörpers erhielten, wurden keine signifikanten toxischen Effekte festgestellt, die zu einer Beeinträchtigung der Fruchtbarkeit führen würden. Auf Basis des Wirkmechanismus geht man von einer potentiellen Gefährdung für die embryonale und fetale Entwicklung aus, woraus sich bei Frauen im gebärfähigen Alter die Notwendigkeit der Verhütung auch drei Monate über die Therapie hinaus ableitet. Auch durch die Kombination mit Lenalidomid ergibt sich eine Kontraindikation für die Anwendung in der Schwangerschaft.

## Fertigarzneimittel
Tafasitamab wird unter dem Handelsnamen Monjuvi (USA) oder Minjuvi (EU) vertrieben von Incyte Biosciences. Die Darreichungsform ist ein Konzentrat zur Herstellung einer Infusionslösung. Das Präparat muss vor der Anwendung mit einer isotonischen Kochsalzlösung nach Vorgabe der Arzneimittelfachinformation verdünnt werden. Die Dosierung erfolgt nach der Arzneimittelfachinformation des Präparates.